# Borboriten
Der Begriff Borboriten (auch Borborianer) bezeichnete abwertend mehrere gnostische Gruppierungen. Ihnen wurden als schmutzig und unzüchtig geltende Riten unterstellt.
Im 16. Jahrhundert wurde der Begriff Borboriten auch als Schimpfname für eine holländische Täuferpartei verwendet.